# 感恩节 (美国)

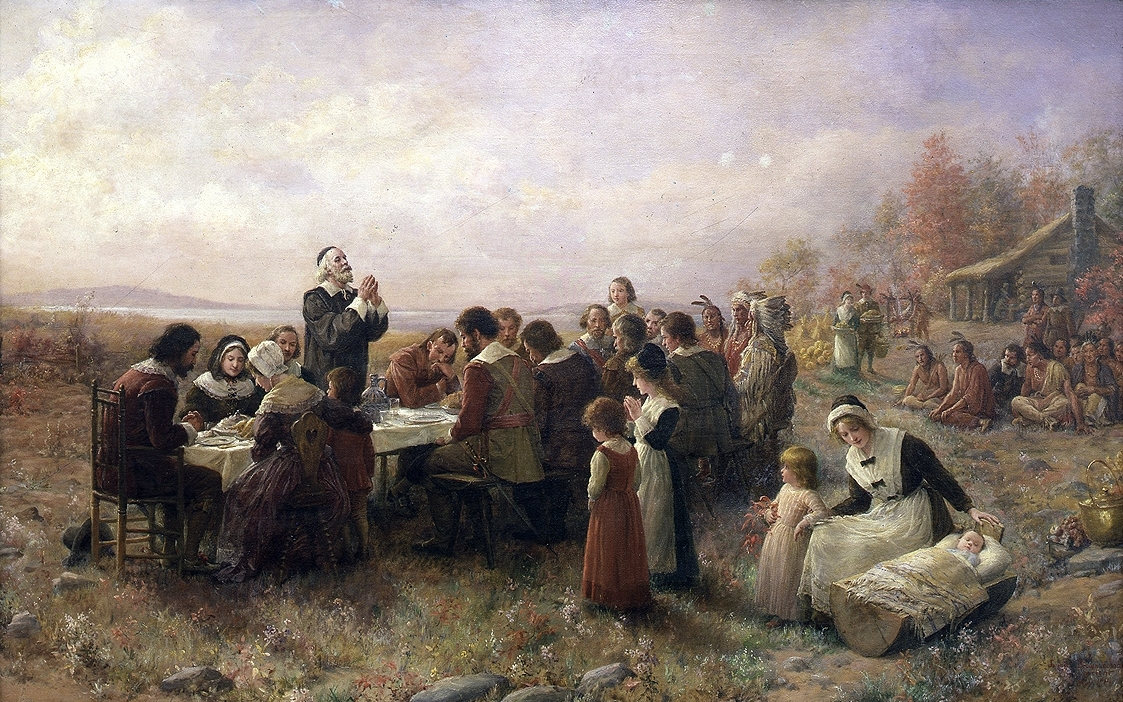
《普利茅斯的第一个感恩节》（The First Thanksgiving at Plymouth），1914年珍妮·奥古斯塔·布朗斯康姆所作的布面油画

美国感恩节是一个美国人民每年在11月的第四个周四庆祝的感恩节的一种的公共节日。它起源于丰收节。主要的庆祝活动是感恩节大餐。传统的感恩节大餐包括美洲本土的食物和菜肴，即火鸡、馬鈴薯（通常是馬鈴薯泥）、馅料、南瓜、玉米、豆角、蔓越莓（通常是酱汁）和南瓜派。其他感恩节习俗包括慈善组织为穷人提供感恩节大餐，参加宗教仪式，游行，以及观看足球比赛。在美国文化中，感恩节被认为是秋冬假期的开始，其中包括圣诞节和新年。
自1789年乔治·华盛顿宣布之后，感恩节一直在全国范围内的庆祝。在美国南北战争时期，1863年亚伯拉罕·林肯总统发表了“感恩和赞美我们在天堂的天父”的宣告 ，在那之后每年11月的第四个周四便成为了传统的国家庆祝节日。与圣诞节和新年一同作为广泛的节庆假日的一部分。
美国人通常称之为“第一感恩节”的活动是在1621年他们在新大陆有了第一次收获之后由朝圣者庆祝的。 这次宴会持续了三天，据参会者爱德华温斯洛所说，宴会有90个美洲原住民和53个朝圣者参加。新英格兰殖民者习惯于定期庆祝“感恩节” - 祷告感谢上帝的祝福，如军事胜利或干旱的结束。

## 历史

### 早期感恩节活动
抽时间感谢别人的祝福，或是举行节日庆祝收获，都是早在欧洲人定居北美之前的做法。根据历史学家詹姆斯·贝克所说，任何发生在现代美国领土的“第一感恩节”都像一粒豆瓣中的暴风雨。
在目前属于美国的领土上的第一个有记载的感恩服务是由西班牙人和法国人在16世纪做出的。